# Gewichtheffen op de Olympische Zomerspelen 1984
Gewichtheffen is een van de sporten die beoefend werden tijdens de Olympische Zomerspelen 1984 in Los Angeles.
De wedstrijden vormden tegelijkertijd de Wereldkampioenschappen gewichtheffen van dat jaar.

## Heren

### vlieggewicht (tot 52 kg)
| rang   | sporter(s)       | land | trekken  | stoten   | totaal   |
| ------ | ---------------- | ---- | -------- | -------- | -------- |
| Goud   | Zeng Guoqiang    | CHN  | 105.0 kg | 130.0 kg | 235.0 kg |
| Zilver | Zhou Peishun     | CHN  | 107.5 kg | 127.5 kg | 235.0 kg |
| Brons  | Kazushito Manabe | JPN  | 102.5 kg | 130.0 kg | 232.5 kg |
| 4      | Hidemi Miyashita | JPN  | 107.5 kg | 122.5 kg | 230.0 kg |
| 5      | Maman Suryaman   | INA  | 102.5 kg | 125.0 kg | 227.5 kg |
| 6      | Bang Hyo-mun     | KOR  | 100.0 kg | 125.0 kg | 225.0 kg |
| 7      | José Díaz Lopez  | PAN  | 95.0 kg  | 125.0 kg | 220.0 kg |
| 8      | Levent Erdogan   | TUR  | 95.0 kg  | 120.0 kg | 215.0 kg |

Mahmoud Tarha ( LIB) 230.0 kg wegens positieve dopingtest gediskwalificeerd.

### bantamgewicht (tot 56 kg)
| rang   | sporter(s)      | land | trekken  | stoten   | totaal   |
| ------ | --------------- | ---- | -------- | -------- | -------- |
| Goud   | Wu Shude        | CHN  | 120.0 kg | 147.5 kg | 267.5 kg |
| Zilver | Lai Runming     | CHN  | 125.0 kg | 140.0 kg | 265.0 kg |
| Brons  | Masahiro Kotaka | JPN  | 112.5 kg | 140.0 kg | 252.5 kg |
| 4      | Takashi Ichiba  | JPN  | 110.0 kg | 140.0 kg | 250.0 kg |
| 5      | Kim Chil-bong   | KOR  | 105.0 kg | 140.0 kg | 245.0 kg |
| 6      | Dionisio Muñoz  | ESP  | 110.0 kg | 132.5 kg | 242.5 kg |
| 7      | Arvo Ojalehto   | FIN  | 105.0 kg | 137.5 kg | 242.5 kg |
| 8      | Albert Hood     | USA  | 112.5 kg | 130.0 kg | 242.5 kg |

### vedergewicht (tot 60 kg)
| rang   | sporter(s)         | land | trekken  | stoten   | totaal   |
| ------ | ------------------ | ---- | -------- | -------- | -------- |
| Goud   | Chen Weiqiang      | CHN  | 125.0 kg | 157.5 kg | 282.5 kg |
| Zilver | Gelu Radu          | ROU  | 125.0 kg | 155.0 kg | 280.0 kg |
| Brons  | Tsai Wen-Yee       | TPE  | 125.0 kg | 147.5 kg | 272.5 kg |
| 4      | Kaoru Wabiko       | JPN  | 120.0 kg | 150.0 kg | 270.0 kg |
| 5      | Yosuke Muraki      | JPN  | 120.0 kg | 147.5 kg | 267.5 kg |
| 6      | Lee Myeong-su      | KOR  | 117.5 kg | 150.0 kg | 267.5 kg |
| 7      | Sori Enda Nasution | INA  | 115.0 kg | 152.5 kg | 267.5 kg |
| 8      | Uolevi Kahelin     | FIN  | 112.5 kg | 155.0 kg | 267.5 kg |

### lichtgewicht (tot 67.5 kg)
| rang   | sporter(s)       | land | trekken  | stoten   | totaal   |
| ------ | ---------------- | ---- | -------- | -------- | -------- |
| Goud   | Yao Jingyuan     | CHN  | 142.5 kg | 177.5 kg | 320.0 kg |
| Zilver | Andrei Socaci    | ROU  | 142.5 kg | 170.0 kg | 312.5 kg |
| Brons  | Jouni Grönman    | FIN  | 140.0 kg | 172.5 kg | 312.5 kg |
| 4      | Dean Willey      | GBR  | 140.0 kg | 170.0 kg | 310.0 kg |
| 5      | Choji Taira      | JPN  | 132.5 kg | 172.5 kg | 305.0 kg |
| 6      | Yasushige Sasaki | JPN  | 140.0 kg | 162.5 kg | 302.5 kg |
| 7      | Basil Stellios   | AUS  | 137.5 kg | 165.0 kg | 302.5 kg |
| 8      | Ma Jianping      | CHN  | 130.0 kg | 167.5 kg | 297.5 kg |

### middengewicht (tot 75 kg)
| rang   | sporter(s)               | land | trekken  | stoten   | totaal   |
| ------ | ------------------------ | ---- | -------- | -------- | -------- |
| Goud   | Karl-Heinz Radschinsky   | FRG  | 150.0 kg | 190.0 kg | 340.0 kg |
| Zilver | Jacques Demers           | CAN  | 147.5 kg | 187.5 kg | 335.0 kg |
| Brons  | Dragomir Ciorosian       | ROU  | 147.5 kg | 185.0 kg | 332.5 kg |
| 4      | David Morgan             | GBR  | 145.0 kg | 185.0 kg | 330.0 kg |
| 5      | Li Shunzhu               | CHN  | 147.5 kg | 175.0 kg | 322.5 kg |
| 6      | Mohammed Yassen Mohammed | IRQ  | 140.0 kg | 180.0 kg | 320.0 kg |
| 7      | Tony Pignone             | AUS  | 147.5 kg | 170.0 kg | 317.5 kg |
| 8      | Park Chun-jong           | KOR  | 137.5 kg | 175.0 kg | 312.5 kg |

### lichtzwaargewicht (tot 82.5 kg)
| rang   | sporter(s)      | land | trekken  | stoten   | totaal   |
| ------ | --------------- | ---- | -------- | -------- | -------- |
| Goud   | Petre Becheru   | ROU  | 155.0 kg | 200.0 kg | 355.0 kg |
| Zilver | Robert Kabbas   | AUS  | 150.0 kg | 192.5 kg | 342.5 kg |
| Brons  | Ryoji Isaoka    | JPN  | 150.0 kg | 190.0 kg | 340.0 kg |
| 4      | Newton Burrowes | GBR  | 147.5 kg | 180.0 kg | 327.5 kg |
| 5      | Ibrahim El Bakh | EGY  | 145.0 kg | 177.5 kg | 322.5 kg |
| 6      | Lee Kang-seong  | KOR  | 140.0 kg | 182.5 kg | 322.5 kg |
| 7      | Yvan Darsigny   | CAN  | 142.5 kg | 180.0 kg | 322.5 kg |
| 8      | Allister Nalder | NZL  | 142.5 kg | 175.0 kg | 317.5 kg |

### middenzwaargewicht (tot 90 kg)
| rang   | sporter(s)        | land | trekken  | stoten   | totaal   |
| ------ | ----------------- | ---- | -------- | -------- | -------- |
| Goud   | Nicu Vlad         | ROU  | 172.5 kg | 220.0 kg | 392.5 kg |
| Zilver | Dumitru Petre     | ROU  | 165.0 kg | 195.0 kg | 360.0 kg |
| Brons  | David Mercer      | GBR  | 157.5 kg | 195.0 kg | 352.5 kg |
| 4      | Peter Immesberger | FRG  | 155.0 kg | 195.0 kg | 350.0 kg |
| 5      | Hwang Woo-won     | KOR  | 152.5 kg | 197.5 kg | 350.0 kg |
| 6      | Nikolaos Iliadis  | GRE  | 155.0 kg | 195.0 kg | 350.0 kg |
| 7      | Henri Junch Høeg  | DEN  | 152.5 kg | 195.0 kg | 347.5 kg |
| 8      | José Garces       | MEX  | 150.0 kg | 192.5 kg | 342.5 kg |

### zwaargewicht I (tot 100 kg)
| rang   | sporter(s)       | land | trekken  | stoten   | totaal   |
| ------ | ---------------- | ---- | -------- | -------- | -------- |
| Goud   | Rolf Milser      | FRG  | 167.5 kg | 217.5 kg | 385.0 kg |
| Zilver | Vasile Groapă    | ROU  | 165.0 kg | 217.5 kg | 382.5 kg |
| Brons  | Pekka Niemi      | FIN  | 160.0 kg | 207.6 kg | 367.5 kg |
| 4      | Kevin Roy        | CAN  | 160.0 kg | 197.5 kg | 357.5 kg |
| 5      | Ken Clark        | USA  | 155.0 kg | 197.5 kg | 352.5 kg |
| 6      | Franz Langthaler | AUT  | 162.5 kg | 187.5 kg | 350.0 kg |
| 7      | Rich Shanko      | USA  | 155.0 kg | 195.0 kg | 350.0 kg |
| 8      | Jean-Marie Kretz | FRA  | 150.0 kg | 192.5 kg | 342.5 kg |

### zwaargewicht II (tot 110 kg)
| rang   | sporter(s)          | land | trekken  | stoten   | totaal   |
| ------ | ------------------- | ---- | -------- | -------- | -------- |
| Goud   | Norberto Oberburger | ITA  | 175.0 kg | 215.0 kg | 390.0 kg |
| Zilver | Stefan Tasnadi      | ROU  | 167.5 kg | 212.5 kg | 380.0 kg |
| Brons  | Guy Carlton         | USA  | 167.5 kg | 210.0 kg | 377.5 kg |
| 4      | Frank Seipelt       | FRG  | 160.0 kg | 207.5 kg | 367.5 kg |
| 5      | Albert Squires      | CAN  | 165.0 kg | 200.0 kg | 365.0 kg |
| 6      | Richard Eaton       | USA  | 152.5 kg | 200.0 kg | 352.5 kg |
| 7      | loannis Gerontas    | GRE  | 152.5 kg | 197.5 kg | 350.0 kg |
| 8      | Olaf Peters         | FRG  | 157.5 kg | 190.0 kg | 347.5 kg |

Göran Pettersson ( SWE) 360.0 kg wegens positieve dopingtest gediskwalificeerd.

### superzwaargewicht (boven 110 kg)
| rang   | sporter(s)         | land | trekken  | stoten   | totaal   |
| ------ | ------------------ | ---- | -------- | -------- | -------- |
| Goud   | Dean Lukin         | AUS  | 172.5 kg | 240.0 kg | 412.5 kg |
| Zilver | Mario Martinez     | USA  | 185.0 kg | 225.0 kg | 410.0 kg |
| Brons  | Manfred Nerlinger  | FRG  | 177.5 kg | 220.0 kg | 397.5 kg |
| 4      | Ioannis Tsintsaris | GRE  | 162.5 kg | 185.0 kg | 347.5 kg |
| 5      | Bartholomew Oluoma | NGR  | 150.0 kg | 187.5 kg | 337.5 kg |
| 6      | Mosad Mosbah       | EGY  | 150.0 kg | 180.0 kg | 330.0 kg |
|        | Ironbar Bassey     | NGR  | 155.0 kg | —        | DNF      |

Stefan Laggner ( AUT) 385.0 kg en Serafim Grammatikopoulos ( GRE) DNF wegens positieve dopingtest gediskwalificeerd.

## Medaillespiegel
| rang   | land                     | goud | zilver | brons | totaal |
| ------ | ------------------------ | ---- | ------ | ----- | ------ |
| 1      | China                    | 4    | 2      | 0     | 6      |
| 2      | Roemenië                 | 2    | 5      | 1     | 8      |
| 3      | Bondsrepubliek Duitsland | 2    | 0      | 1     | 3      |
| 4      | Australië                | 1    | 1      | 0     | 2      |
| 5      | Italië                   | 1    | 0      | 0     | 1      |
| 6      | Verenigde Staten         | 0    | 1      | 1     | 2      |
| 7      | Canada                   | 0    | 1      | 0     | 1      |
| 8      | Japan                    | 0    | 0      | 3     | 3      |
| 9      | Finland                  | 0    | 0      | 2     | 2      |
| 10     | Chinees Taipei           | 0    | 0      | 1     | 1      |
| 10     | Groot-Brittannië         | 0    | 0      | 1     | 1      |
| totaal | totaal                   | 10   | 10     | 10    | 30     |

Athene 1896 · 
St. Louis 1904 · 
Antwerpen 1920 · 
Parijs 1924 · 
Amsterdam 1928 · 
Los Angeles 1932 · 
Berlijn 1936 · 
Londen 1948 · 
Helsinki 1952 · 
Melbourne 1956 · 
Rome 1960 · 
Tokio 1964 · 
Mexico-stad 1968 · 
München 1972 · 
Montréal 1976 · 
Moskou 1980 · 
Los Angeles 1984 · 
Seoel 1988 · 
Barcelona 1992 · 
Atlanta 1996 · 
Sydney 2000 · 
Athene 2004 · 
Peking 2008 · 
Londen 2012 · 
Rio de Janeiro 2016 · 
Tokio 2020 · 
Parijs 2024 · 
Los Angeles 2028 
Medaillewinnaars
Atletiek · Basketbal · Boksen · Boogschieten · Gewichtheffen · Gymnastiek · Handbal · Hockey · Honkbal (demonstratie) · Judo · Kanovaren · Moderne vijfkamp · Paardensport · Roeien · Schermen · Schietsport · Schoonspringen · Synchroonzwemmen · Tennis (demonstratie) · Voetbal · Volleybal · Waterpolo · Wielersport · Worstelen · Zeilen · Zwemmen